# 運命線上のφ
『運命線上のφ』（うんめいせんじょうのファイ）は、Lump of Sugarより2014年10月31日に発売されたアダルトゲーム。
ななろば華の原画家デビュー作である。

## ストーリー
太平洋に浮かぶ信天島に上陸した主人公である朧 伊織は封燐館という屋敷に案内され物語が始まる。

## 登場人物

### 主人公
朧 伊織 （おぼろ いおり）
職業は探偵で学帽・黒マントに学生服を着用する青年。

### ヒロイン
八重霞 紫乃 （やえがすみ しの）
声：春菜さくら
剣道とフェンシングを嗜む才気煥発な少女。太ももまである臙脂鼠の長髪とへそが見えるほど裾が短いセーラー服が特徴的。
久遠 凪咲 （くおん なぎさ）
声：米倉沙弥
腰まである胡粉色の長髪が特徴的な少女。記憶喪失で、主人公のことを兄と呼び慕う。
リーニャ・エーレンスレイヤー
声：羽衣翠
金髪が特徴的な女性で、髪の一部を左にまとめて三つ編みにしている。11月24日生まれ。身長166cm。B：88（E）、W：60、H：86。好きな食べ物はピーマンで、嫌いな食べ物はビフテキ。趣味は泳ぐこと。左利き。サブカルからメカ工作に強く封燐館でメイドとして住んでいる。果凛にとっては姉であり母のような存在。
火巡 果凜 （ひめぐり かりん）
声：小鳥居夕花
封燐館の総支配人。白縹色のツインテールが特徴的な少女で、前向きで活発な性格。

## スタッフ
- キャラクターデザイン：萌木原ふみたけ、ななろば華、あゆや
- シナリオ：しげた、冬茜トム、他
- 音楽：大川茂伸

## 反響

### 売り上げ
Getchu.comの月間セールスランキングで2位、年間セールスランキングで30位を獲得した。